# Jasienna

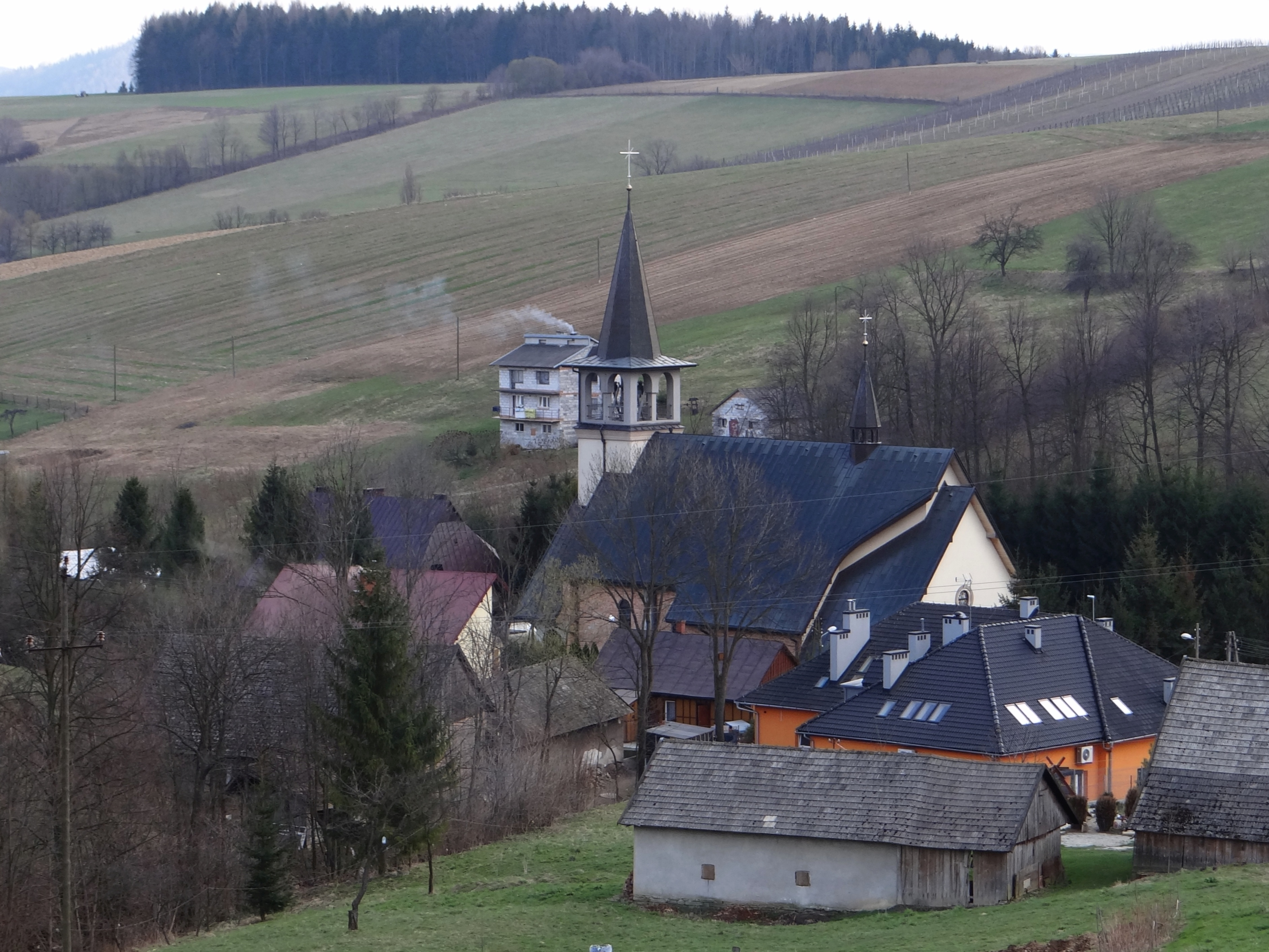
Centrum Jasiennej

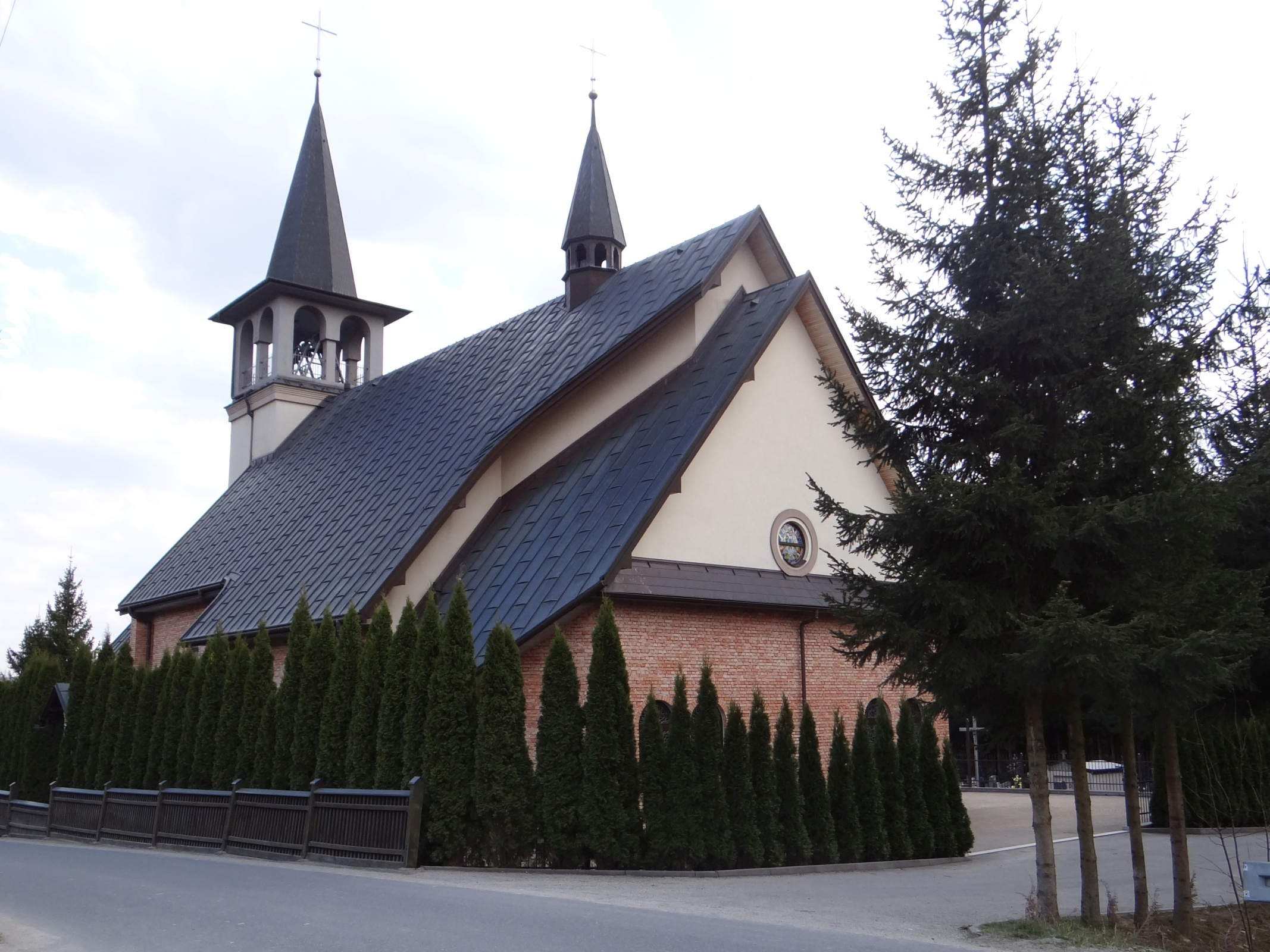
Kościół

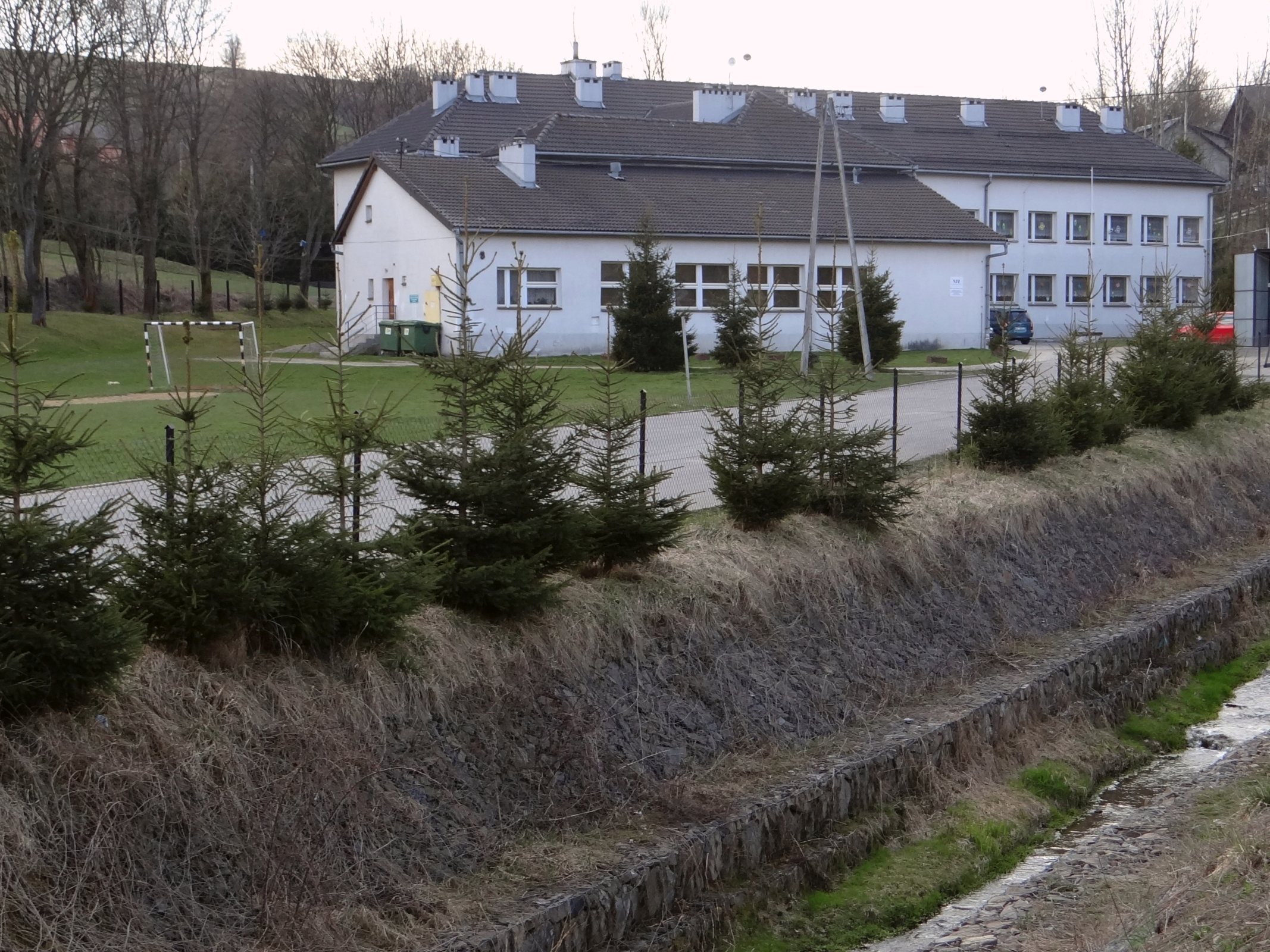
Szkoła

Jasienna – wieś w Polsce, położona w województwie małopolskim, w powiecie nowosądeckim, w gminie Korzenna, w dolinie potoku Jasienianka i na wznoszących się nad nią wzgórzach Pogórza Rożnowskiego.
W latach 1954–1960 wieś należała i była siedzibą władz gromady Jasienna, po jej zniesieniu w gromadzie Korzenna. W latach 1975–1998 wieś administracyjnie należała do województwa nowosądeckiego.

## Integralne części wsi
| SIMC    | Nazwa      | Rodzaj     |
| ------- | ---------- | ---------- |
| 0435790 | Berdychów  | przysiółek |
| 0435726 | Garby      | część wsi  |
| 0435732 | Górna Wieś | część wsi  |
| 0435749 | Kępa       | część wsi  |
| 0435755 | Lechy      | część wsi  |
| 0435761 | Mieściska  | część wsi  |
| 0435778 | Rozdola    | część wsi  |
| 0435784 | Zagórze    | przysiółek |

Dawniej do Jasiennej należała Żebraczka.

## Historia
Pierwsze wzmianki o wsi pochodzą z roku 1372 – Mikołaj de Zaszona przenosi na prawo niemieckie wsie Jasienna oraz Niecew. W roku 1378 właścicielami Jasiennej są Mikołaj oraz Klemens. W latach 1394–1437 właścicielem jest Piotr Jasieński h. Strzemię, syn Klemensa, oraz Michał z Przyszowej. W roku 1437 właścicielką Jasiennej jest Jadwiga wdowa po Piotrze, oraz Stanisław syn Mikołaja Olszowskiego. W latach 1470–1480 dziedzicami Jasiennej są Franczuch, Domarad, Schrop. Następnymi właścicielami zostają spadkobiercy Adama Miłkowskiego Adam, Tomasz, Piotr Wojnarowscy herbu Skołobot.

W roku 1629 Jasienna posiada 4 właścicieli cząstkowych: Krzysztofa Krobickiego, Grotkowskiego, Władysława Jordana, oraz Jaklińskich herbu Jelita. W roku 1780 współwłaścicielami Jasiennej są: Wojciech Bossowski, Mikołaj i Antoni Chwalibóg, Antoni Karszewski, Ludwik, Stanisław, Sebastian, Szymon Lenczewscy, Franciszek oraz Jan Długoszowscy, Jan Ujejski. W roku 1846 współwłaścicielami są: Kanty Lisowski, Jan Kamiński, Jan Grabczyński Własność Jasiennej ulega dalszemu rozdrobnieniu, i tak w roku 1868 właścicielami są: Teresa Chwalibóg, Józef Długoszowski, oraz 4 współwłaścicieli.

Jasienna staje się typową wsią zaściankową zamieszkałą przez zubożałą szlachtę. W roku 1880 współwłaścicielami są: Gabriel Chwalibóg, Maksymilian Bobakowski, Józef Grabczyński, Jan Lisowski, oraz 4 współwłaścicieli.
W roku 1928 z całego obszaru dworskiego zachował się folwark Kochanówka o powierzchni około 40 ha, którego właścicielem był Władysław Bobakowski. W czasie rabacji chłopskiej w roku 1846 został zamordowany w Jasiennej jeden z jej współwłaścicieli: Jan Grabczyński, jego obelisk nagrobny znajduje się na cmentarzu parafialnym w Lipnicy Wielkiej. Jasienna do roku 1932 była częścią parafii Lipnica Wielka. Potomkiem właścicieli Jasiennej był znany przedwojenny generał, adiutant Marszałka Piłsudskiego – Bolesław Wieniawa-Długoszowski.

## Zabytki
Obiekt wpisany do rejestru zabytków nieruchomych województwa małopolskiego.
- Kościół drewniany pw. Najśw. Imienia NMP.
Obiekt w trakcie przeniesienia do Parku Etnograficznego Ziemi Żywieckiej[8].

### Ochotnicza straż pożarna
Ochotnicza Straż Pożarna w Jasiennej powstała w 1956 roku i posiada samochody Steyr 15S21 i Daewoo Lublin 3. OSP działa poza krajowym systemem ratownictwa.

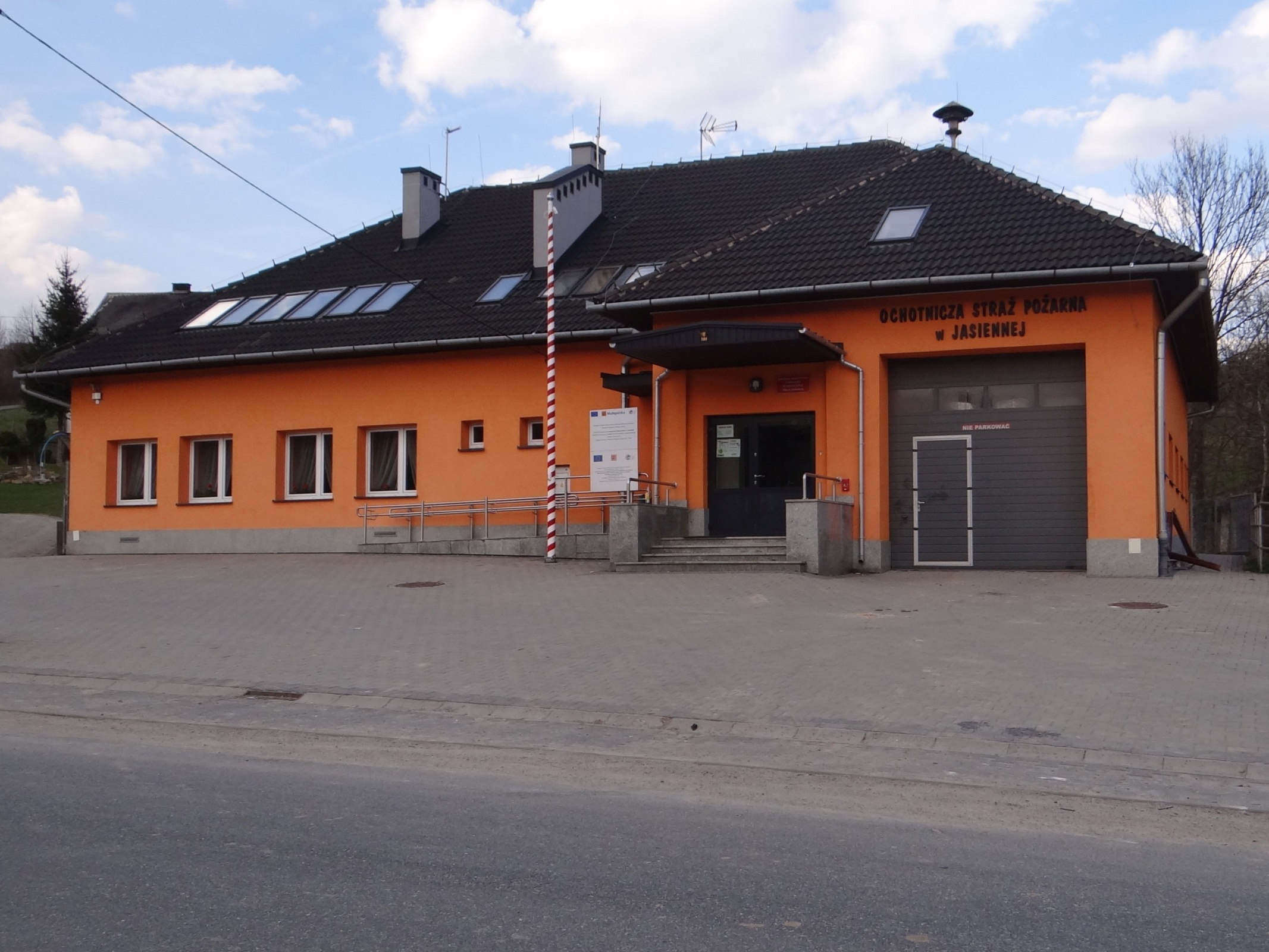
Remiza OSP

.